# Makarow (Familienname)
Makarow, Makarov, Makarova oder Makarová ist ein russischer Familienname.
- Alexander Alexandrowitsch Makarow (1857–1919), russischer Staatsmann und Politiker (Innenminister und Justizminister des Russischen Kaiserreiches)
- Alexander Alexejewitsch Makarow (* 1966), ehemaliger sowjetischer, jetzt russischer Physiker
- Alexander Fjodorowitsch Makarow (* 1951), sowjetischer Leichtathlet
- Alexander Jurjewitsch Makarow (* 1996), russischer Fußballspieler
- Alexander Maximowitsch Makarow (1906–1999), sowjetischer Raketenkonstrukteur
- Alexander Makarov (1888–1973), russisch-deutscher Rechtswissenschaftler
- Alexander Sergejewitsch Makarow (Eishockeyspieler) (* 1989), russischer Eishockeyspieler
- Alexander Sergejewitsch Makarow (Politiker) (* 1946), russischer Politiker und ehemaliger Bürgermeister von Tomsk
- Alexander Wiktorowitsch Makarow (* 1978), russischer Fußballtorwart
- Alexander Wladimirowitsch Makarow (* 1978), russischer Fußballspieler
- Alexander Makarow (Eishockeyspieler, 1962) (* 1962), sowjetischer Eishockeyspieler
- Alexandra Makarová (* 1985), slowakisch-österreichische Drehbuchautorin und Regisseurin
- Alexei Walerjewitsch Makarow (* 1972), russischer Schauspieler
- Andrei Anatoljewitsch Makarow (* 1971), russischer Leichtathlet
- Andrei Olegowitsch Makarow (* 1993), russischer Eishockeytorwart
- Andrei Timofejewitsch Makarow (1912–2001), sowjetisch-russischer Generalleutnant
- Bogdan Makarow (* 1992), russischer Metal-Musiker und Multiinstrumentalist
- Denis Makarov (* 1986), deutscher Boxer
- Denis Jewgenjewitsch Makarow (* 1998), russischer Fußballspieler
- Denis Nikolajewitsch Makarow (* 1983), russischer Eishockeyspieler
- Dmitri Leonidowitsch Makarow (* 1983), russischer Eishockeyspieler
- Askold Makarov (1925–2000); russischer Balletttänzer und Tanzpädagoge
- Igor Jurjewitsch Makarow (* 1970), russischer Fußballtrainer und Fußballspieler
- Igor Michailowitsch Makarow (1927–2013), sowjetischer und russischer Wissenschaftler
- Igor Sergejewitsch Makarow (* 1987), russischer Eishockeyspieler
- Igor Wiktorowitsch Makarow (* 1962), russischer Geschäftsmann und Milliardär
- Igor Wladimirowitsch Makarow (* 1961), russischer Fußballspieler

- Konstantin Leonidowitsch Makarow (* 1985), russischer Eishockeyspieler
- Konstantin Walentinowitsch Makarow (1931–2011), sowjetisch-russischer Flottenadmiral
- Leonid Makarov (1913–1990), russischer Tischtennisfunktionär
- Marat Anatoljewitsch Makarow (1963–2023), russischer Schachspieler
- Maxim Sergejewitsch Makarow (* 1995), russisch-moldawischer Biathlet
- Michail Makarow (Bobfahrer) (* 1984), deutscher Bobfahrer
- Michail Warfolomejewitsch Makarow (1915–??), sowjetischer Romanist und Kundschafter
- Michail Kondratjewitsch Makarow (1747–1813), Admiral der Kaiserlich Russischen Marine und Mitglied des Staatsrates des Russischen Reiches
- Nikolai Andrejewitsch Makarow (* 1955), russischer Archäologe
- Nikolai Artamonowitsch Makarow (* 1958), sowjetischer Radsportler
- Nikolai Fjodorowitsch Makarow (1914–1988), russischer Waffenkonstrukteur
- Nikolai Georgijewitsch Makarow, russischer Mathematiker
- Nikolai Georgijewitsch Makarow (Maler) (* 1952), russisch-deutscher Maler
- Nikolai Jegorowitsch Makarow (* 1949), russischer Armeegeneral
- Nikolai Michailowitsch Makarow (* 1948), russischer Eishockeyspieler
- Nikolai Makarov (Künstler) (* 1952), russisch-deutscher Künstler
- Oleg Grigorjewitsch Makarow (1933–2003), sowjetischer Kosmonaut
- Oleg Witaljewitsch Makarow (* 1962), sowjetischer Eiskunstläufer
- Pawel Makarow (1919–1963), russisch-französischer Fußballspieler
- Saša Makarová (* 1966), österreichisch-slowakische Malerin
- Sergei Afanassjewitsch Makarow (* 1952), russischer Offizier
- Sergei Alexandrowitsch Makarow (* 1973), russischer Leichtathlet
- Sergei Michailowitsch Makarow (* 1958), russischer Eishockeyspieler
- Sergei Wassiljewitsch Makarow (* 1998), russischer Fußballspieler
- Sergei Wiktorowitsch Makarow (* 1964), russischer Eishockeyspieler
- Stepan Ossipowitsch Makarow (1849–1904), russischer Admiral
- Waleri Leonidowitsch Makarow (* 1937), russischer Ökonom, Mathematiker und Hochschullehrer
- Wassili Pawlowitsch Makarow, sowjetischer Biathlet
- Witali Walerjewitsch Makarow (* 1974), russischer Judoka

Siehe auch:
- Makarowa